# Cante Alentejano
Der Cante Alentejano ist ein traditioneller polyphoner Gesang aus dem unteren Alentejo, einer Region im Süden Portugals. Wie seit 2011 schon der Fado steht seit 2014 auch der Cante auf der Liste des immateriellen Kulturerbes der Menschheit der UNESCO.
Das Lied Grândola, Vila Morena des oppositionellen Liedermachers José Afonso ist im Stile des Cante Alentejano gehalten und kann als das bekannteste Beispiel dieses Gesangsstils gelten. Das Stück war am 25. April 1974 die entscheidende Losung in der Nelkenrevolution, mit der die älteste Diktatur Europas endete. Die Revolution wurde im Alentejo besonders begeistert aufgenommen und griff dort besonders tief.

## Charakterisierung

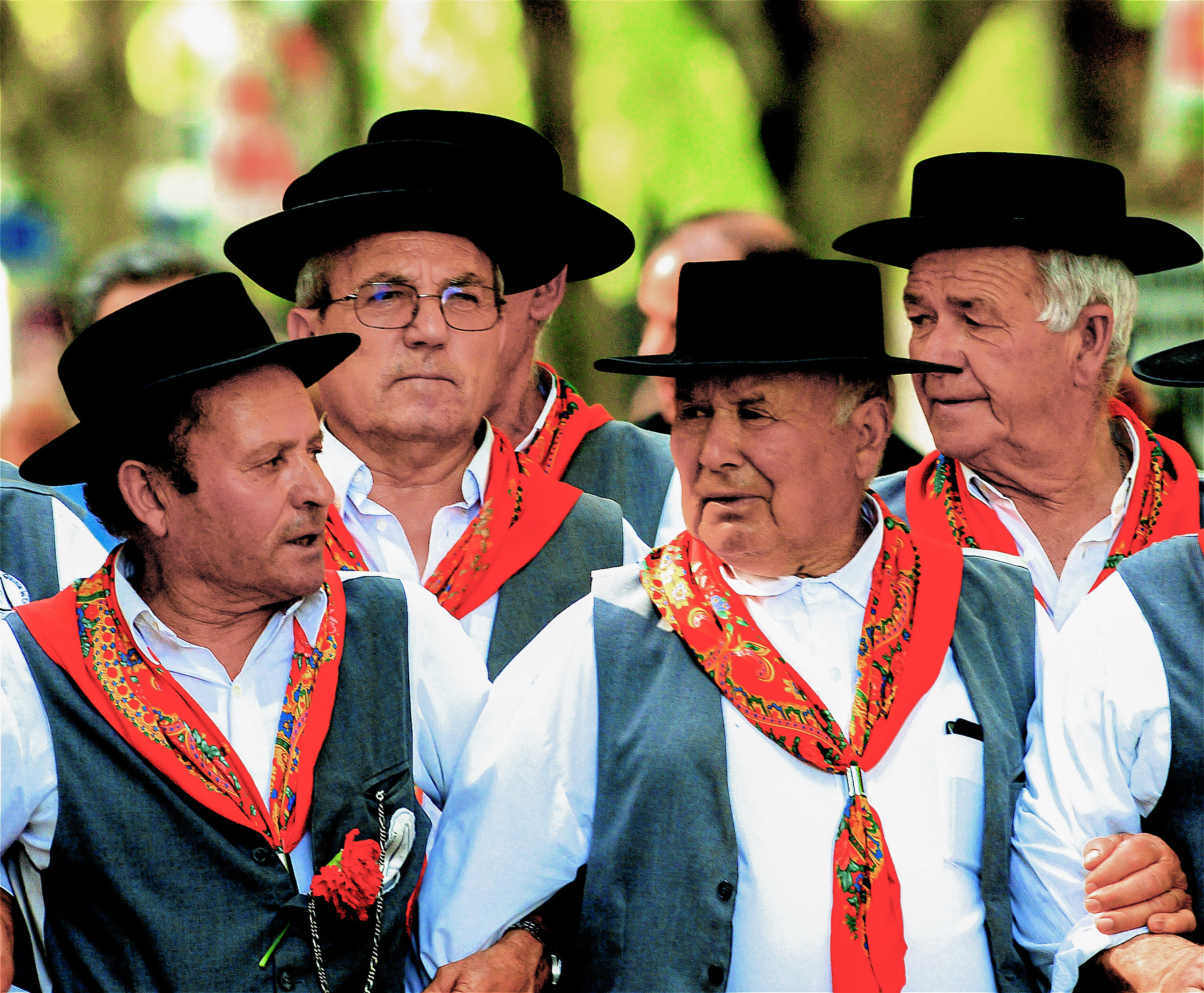
Typische Gesangsgruppe des Cante Alentejano

Der Cante Alentejano (port., in etwa „Alentejanischer Gesang“) ist eine Musiktradition aus dem südlichen Teil des Alentejo, genauer einer Reihe Landkreise im Distrikt Beja, insbesondere Serpa, Moura, Aljustrel, Castro Verde, Ourique, Alvito, Almodôvar und Cuba.
Er wird ausschließlich durch Stimmen dargeboten, gänzlich ohne Einsatz von Musikinstrumenten.
Eine Einzelstimme (ponto) gibt Melodie und Textzeile vor, in die der bis zu 30 Personen und mehr zählende Chor (alto) dann einfällt und sie im Wechsel wiederholt. Meist tritt noch eine zweite Einzelstimme als ponto auf.
Die Chöre tragen ihre Lieder sowohl stehend vor, als auch langsam und einheitlich schreitend, meist mit ineinander untergehakten Armen.
Es werden sowohl überlieferte als auch zeitgenössische, neu geschaffene Texte und Melodien gesungen. Die Texte behandeln alltägliche Themen, überwiegend aus den Bereichen Arbeit, Familie und soziale Ungerechtigkeit.
Überwiegend singen Männer den Cante, seit der Nelkenrevolution 1974 existieren aber auch wieder weibliche Gruppen. Gemischte Chöre sind auf Grund der stark abweichenden Tonlagen nicht üblich.
Professionelle Sänger oder Chöre gibt es im Cante nicht. Gesungen wird zu besonderen Anlässen und in Trachten gekleidet, aber auch spontan, meist abends in den Tavernen der Region.

## Geschichte

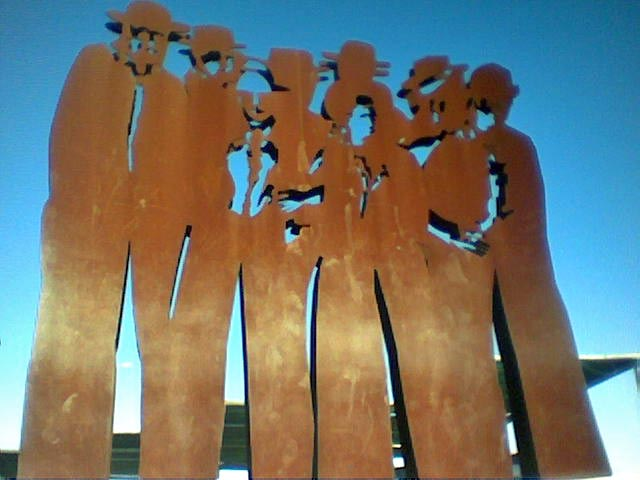
Eine Cante-Gesangsgruppe, Skulptur von José Simão in Grândola

In der Region herrscht seit den weitflächigen Schenkungen an Ritter nach der mittelalterlichen Reconquista ein feudales System von besitzlosen Landarbeitern und wenigen Großgrundbesitzern vor, im Gegensatz zu den überwiegend kleinbäuerlichen Strukturen mit eigenem Landbesitz im Norden Portugals. Unter den Landarbeitern war hier das Singen während der gleichförmigen Arbeit in den weiten Landschaften üblich. Einige Musikwissenschaftler führen die Ursprünge weiter bis auf altgriechische, jüdische und insbesondere maurische Wurzeln zurück, jedoch sind dies bisher nur unbelegte Vermutungen.
Aus diesen Landarbeitergesängen entwickelte sich der Cante Alentejano, der hier gleichwohl nicht nur von Landarbeitern gesungen wird. Der heute bekannte Cante entstand gegen Ende des 19. Jahrhunderts in der Region, mit den ersten industriellen Entwicklungen in den Minen und der intensivierten Landwirtschaft, insbesondere des Weizenanbaus. Der erste eingetragene Gesangsverein entstand dann 1926, unter den Bergarbeitern der Mina de São Domingos, 1927 folgte ein zweiter Verein in Serpa.
Die Stadtverwaltung von Serpa strebte seit 2013 den Eintrag des Cante Alentejano in die Repräsentative Liste des immateriellen Kulturerbes der Menschheit der UNESCO an, mit Unterstützung des Tourismusbüros der Region Baixo Alentejo. Die Veröffentlichung des Buches Cancioneiro do Cante Alentejano mit zwei CDs Anfang 2013 bei Tradisom trug ebenso zur Verbreitung und Unterstützung des Antrags bei, wie der prämierte Film Alentejo, Alentejo des französisch-portugiesischen Regisseurs Sérgio Tréfaut 2014. Am 27. November 2014 nahm die UNESCO-Kommission in Paris einstimmig den Antrag zur Aufnahme in die Liste an und bezeichnete die Kandidatur dabei als vorbildlich.
Seither vertritt insbesondere die Casa do Cante (port. für „Haus des Cante“) mit Sitz in Serpa die Interessen des Cante Alentejano und betreibt den Erhalt der Traditionen rund um den Cante. Der Verein entwickelt dazu eine Reihe Initiativen, unterstützt Veranstaltungen, und betreibt Öffentlichkeitsarbeit u. a. mit der Veröffentlichung einer Zeitschrift.
Auch in der portugiesischen Öffentlichkeit und seitens der Politik und des landesweiten Kulturbetriebs erfährt der Cante seit seiner Registrierung als UNESCO-Kulturerbe der Menschheit stark gestiegene Anerkennung und zunehmendes Interesse.